# باتیپالیا
شهر  باتیپالیا (به ایتالیایی: Battipaglia) با جمعیت ۵۰٬۹۴۸ نفر  در ناحیه کامپانیا در کشور ایتالیا واقع شده‌است.